# US Indoors 1983
Lo US Indoors 1983 è stato un torneo di tennis giocato sul sintetico indoor. È stata la 76ª edizione del torneo, che fa parte del Virginia Slims World Championship Series 1983. Si è giocato a Hartford negli USA dal 26 settembre al 2 ottobre 1983.

## Campionesse

### Singolare
Kim Jones Shaefer ha battuto in finale  Sylvia Hanika con il punteggio di 6–4, 6–3

### Doppio
Billie Jean King /  Sharon Walsh hanno battuto in finale  Kathy Jordan /  Barbara Potter  3–6, 6–3, 6–4